# 維拉昆卡帕塔山
16°18′2″S 68°12′40″W / 16.30056°S 68.21111°W
維拉昆卡帕塔山（Wila Kunka Pata），是玻利維亞的山峰，位於該國西部拉巴斯省的洛斯安地斯省，處於伊米利亞阿帕奇塔山西南面，屬於安第斯山脈的一部分，海拔高度5,002米。